# Arrocco
|   | a | b | c | d | e | f | g | h |   |
| 8 | e8 re del nero · f8 uno · g8 due · h8 torre del nero · a1 torre del bianco · c1 due · d1 uno · e1 re del bianco | e8 re del nero · f8 uno · g8 due · h8 torre del nero · a1 torre del bianco · c1 due · d1 uno · e1 re del bianco | e8 re del nero · f8 uno · g8 due · h8 torre del nero · a1 torre del bianco · c1 due · d1 uno · e1 re del bianco | e8 re del nero · f8 uno · g8 due · h8 torre del nero · a1 torre del bianco · c1 due · d1 uno · e1 re del bianco | e8 re del nero · f8 uno · g8 due · h8 torre del nero · a1 torre del bianco · c1 due · d1 uno · e1 re del bianco | e8 re del nero · f8 uno · g8 due · h8 torre del nero · a1 torre del bianco · c1 due · d1 uno · e1 re del bianco | e8 re del nero · f8 uno · g8 due · h8 torre del nero · a1 torre del bianco · c1 due · d1 uno · e1 re del bianco | e8 re del nero · f8 uno · g8 due · h8 torre del nero · a1 torre del bianco · c1 due · d1 uno · e1 re del bianco | 8 |
| 7 | e8 re del nero · f8 uno · g8 due · h8 torre del nero · a1 torre del bianco · c1 due · d1 uno · e1 re del bianco | e8 re del nero · f8 uno · g8 due · h8 torre del nero · a1 torre del bianco · c1 due · d1 uno · e1 re del bianco | e8 re del nero · f8 uno · g8 due · h8 torre del nero · a1 torre del bianco · c1 due · d1 uno · e1 re del bianco | e8 re del nero · f8 uno · g8 due · h8 torre del nero · a1 torre del bianco · c1 due · d1 uno · e1 re del bianco | e8 re del nero · f8 uno · g8 due · h8 torre del nero · a1 torre del bianco · c1 due · d1 uno · e1 re del bianco | e8 re del nero · f8 uno · g8 due · h8 torre del nero · a1 torre del bianco · c1 due · d1 uno · e1 re del bianco | e8 re del nero · f8 uno · g8 due · h8 torre del nero · a1 torre del bianco · c1 due · d1 uno · e1 re del bianco | e8 re del nero · f8 uno · g8 due · h8 torre del nero · a1 torre del bianco · c1 due · d1 uno · e1 re del bianco | 7 |
| 6 | e8 re del nero · f8 uno · g8 due · h8 torre del nero · a1 torre del bianco · c1 due · d1 uno · e1 re del bianco | e8 re del nero · f8 uno · g8 due · h8 torre del nero · a1 torre del bianco · c1 due · d1 uno · e1 re del bianco | e8 re del nero · f8 uno · g8 due · h8 torre del nero · a1 torre del bianco · c1 due · d1 uno · e1 re del bianco | e8 re del nero · f8 uno · g8 due · h8 torre del nero · a1 torre del bianco · c1 due · d1 uno · e1 re del bianco | e8 re del nero · f8 uno · g8 due · h8 torre del nero · a1 torre del bianco · c1 due · d1 uno · e1 re del bianco | e8 re del nero · f8 uno · g8 due · h8 torre del nero · a1 torre del bianco · c1 due · d1 uno · e1 re del bianco | e8 re del nero · f8 uno · g8 due · h8 torre del nero · a1 torre del bianco · c1 due · d1 uno · e1 re del bianco | e8 re del nero · f8 uno · g8 due · h8 torre del nero · a1 torre del bianco · c1 due · d1 uno · e1 re del bianco | 6 |
| 5 | e8 re del nero · f8 uno · g8 due · h8 torre del nero · a1 torre del bianco · c1 due · d1 uno · e1 re del bianco | e8 re del nero · f8 uno · g8 due · h8 torre del nero · a1 torre del bianco · c1 due · d1 uno · e1 re del bianco | e8 re del nero · f8 uno · g8 due · h8 torre del nero · a1 torre del bianco · c1 due · d1 uno · e1 re del bianco | e8 re del nero · f8 uno · g8 due · h8 torre del nero · a1 torre del bianco · c1 due · d1 uno · e1 re del bianco | e8 re del nero · f8 uno · g8 due · h8 torre del nero · a1 torre del bianco · c1 due · d1 uno · e1 re del bianco | e8 re del nero · f8 uno · g8 due · h8 torre del nero · a1 torre del bianco · c1 due · d1 uno · e1 re del bianco | e8 re del nero · f8 uno · g8 due · h8 torre del nero · a1 torre del bianco · c1 due · d1 uno · e1 re del bianco | e8 re del nero · f8 uno · g8 due · h8 torre del nero · a1 torre del bianco · c1 due · d1 uno · e1 re del bianco | 5 |
| 4 | e8 re del nero · f8 uno · g8 due · h8 torre del nero · a1 torre del bianco · c1 due · d1 uno · e1 re del bianco | e8 re del nero · f8 uno · g8 due · h8 torre del nero · a1 torre del bianco · c1 due · d1 uno · e1 re del bianco | e8 re del nero · f8 uno · g8 due · h8 torre del nero · a1 torre del bianco · c1 due · d1 uno · e1 re del bianco | e8 re del nero · f8 uno · g8 due · h8 torre del nero · a1 torre del bianco · c1 due · d1 uno · e1 re del bianco | e8 re del nero · f8 uno · g8 due · h8 torre del nero · a1 torre del bianco · c1 due · d1 uno · e1 re del bianco | e8 re del nero · f8 uno · g8 due · h8 torre del nero · a1 torre del bianco · c1 due · d1 uno · e1 re del bianco | e8 re del nero · f8 uno · g8 due · h8 torre del nero · a1 torre del bianco · c1 due · d1 uno · e1 re del bianco | e8 re del nero · f8 uno · g8 due · h8 torre del nero · a1 torre del bianco · c1 due · d1 uno · e1 re del bianco | 4 |
| 3 | e8 re del nero · f8 uno · g8 due · h8 torre del nero · a1 torre del bianco · c1 due · d1 uno · e1 re del bianco | e8 re del nero · f8 uno · g8 due · h8 torre del nero · a1 torre del bianco · c1 due · d1 uno · e1 re del bianco | e8 re del nero · f8 uno · g8 due · h8 torre del nero · a1 torre del bianco · c1 due · d1 uno · e1 re del bianco | e8 re del nero · f8 uno · g8 due · h8 torre del nero · a1 torre del bianco · c1 due · d1 uno · e1 re del bianco | e8 re del nero · f8 uno · g8 due · h8 torre del nero · a1 torre del bianco · c1 due · d1 uno · e1 re del bianco | e8 re del nero · f8 uno · g8 due · h8 torre del nero · a1 torre del bianco · c1 due · d1 uno · e1 re del bianco | e8 re del nero · f8 uno · g8 due · h8 torre del nero · a1 torre del bianco · c1 due · d1 uno · e1 re del bianco | e8 re del nero · f8 uno · g8 due · h8 torre del nero · a1 torre del bianco · c1 due · d1 uno · e1 re del bianco | 3 |
| 2 | e8 re del nero · f8 uno · g8 due · h8 torre del nero · a1 torre del bianco · c1 due · d1 uno · e1 re del bianco | e8 re del nero · f8 uno · g8 due · h8 torre del nero · a1 torre del bianco · c1 due · d1 uno · e1 re del bianco | e8 re del nero · f8 uno · g8 due · h8 torre del nero · a1 torre del bianco · c1 due · d1 uno · e1 re del bianco | e8 re del nero · f8 uno · g8 due · h8 torre del nero · a1 torre del bianco · c1 due · d1 uno · e1 re del bianco | e8 re del nero · f8 uno · g8 due · h8 torre del nero · a1 torre del bianco · c1 due · d1 uno · e1 re del bianco | e8 re del nero · f8 uno · g8 due · h8 torre del nero · a1 torre del bianco · c1 due · d1 uno · e1 re del bianco | e8 re del nero · f8 uno · g8 due · h8 torre del nero · a1 torre del bianco · c1 due · d1 uno · e1 re del bianco | e8 re del nero · f8 uno · g8 due · h8 torre del nero · a1 torre del bianco · c1 due · d1 uno · e1 re del bianco | 2 |
| 1 | e8 re del nero · f8 uno · g8 due · h8 torre del nero · a1 torre del bianco · c1 due · d1 uno · e1 re del bianco | e8 re del nero · f8 uno · g8 due · h8 torre del nero · a1 torre del bianco · c1 due · d1 uno · e1 re del bianco | e8 re del nero · f8 uno · g8 due · h8 torre del nero · a1 torre del bianco · c1 due · d1 uno · e1 re del bianco | e8 re del nero · f8 uno · g8 due · h8 torre del nero · a1 torre del bianco · c1 due · d1 uno · e1 re del bianco | e8 re del nero · f8 uno · g8 due · h8 torre del nero · a1 torre del bianco · c1 due · d1 uno · e1 re del bianco | e8 re del nero · f8 uno · g8 due · h8 torre del nero · a1 torre del bianco · c1 due · d1 uno · e1 re del bianco | e8 re del nero · f8 uno · g8 due · h8 torre del nero · a1 torre del bianco · c1 due · d1 uno · e1 re del bianco | e8 re del nero · f8 uno · g8 due · h8 torre del nero · a1 torre del bianco · c1 due · d1 uno · e1 re del bianco | 1 |
|   | a | b | c | d | e | f | g | h |   |

|   | a                                                                           | b                                                                           | c                                                                           | d                                                                           | e                                                                           | f                                                                           | g                                                                           | h                                                                           |   |
| 8 | f8 torre del nero · g8 re del nero · c1 re del bianco · d1 torre del bianco | f8 torre del nero · g8 re del nero · c1 re del bianco · d1 torre del bianco | f8 torre del nero · g8 re del nero · c1 re del bianco · d1 torre del bianco | f8 torre del nero · g8 re del nero · c1 re del bianco · d1 torre del bianco | f8 torre del nero · g8 re del nero · c1 re del bianco · d1 torre del bianco | f8 torre del nero · g8 re del nero · c1 re del bianco · d1 torre del bianco | f8 torre del nero · g8 re del nero · c1 re del bianco · d1 torre del bianco | f8 torre del nero · g8 re del nero · c1 re del bianco · d1 torre del bianco | 8 |
| 7 | f8 torre del nero · g8 re del nero · c1 re del bianco · d1 torre del bianco | f8 torre del nero · g8 re del nero · c1 re del bianco · d1 torre del bianco | f8 torre del nero · g8 re del nero · c1 re del bianco · d1 torre del bianco | f8 torre del nero · g8 re del nero · c1 re del bianco · d1 torre del bianco | f8 torre del nero · g8 re del nero · c1 re del bianco · d1 torre del bianco | f8 torre del nero · g8 re del nero · c1 re del bianco · d1 torre del bianco | f8 torre del nero · g8 re del nero · c1 re del bianco · d1 torre del bianco | f8 torre del nero · g8 re del nero · c1 re del bianco · d1 torre del bianco | 7 |
| 6 | f8 torre del nero · g8 re del nero · c1 re del bianco · d1 torre del bianco | f8 torre del nero · g8 re del nero · c1 re del bianco · d1 torre del bianco | f8 torre del nero · g8 re del nero · c1 re del bianco · d1 torre del bianco | f8 torre del nero · g8 re del nero · c1 re del bianco · d1 torre del bianco | f8 torre del nero · g8 re del nero · c1 re del bianco · d1 torre del bianco | f8 torre del nero · g8 re del nero · c1 re del bianco · d1 torre del bianco | f8 torre del nero · g8 re del nero · c1 re del bianco · d1 torre del bianco | f8 torre del nero · g8 re del nero · c1 re del bianco · d1 torre del bianco | 6 |
| 5 | f8 torre del nero · g8 re del nero · c1 re del bianco · d1 torre del bianco | f8 torre del nero · g8 re del nero · c1 re del bianco · d1 torre del bianco | f8 torre del nero · g8 re del nero · c1 re del bianco · d1 torre del bianco | f8 torre del nero · g8 re del nero · c1 re del bianco · d1 torre del bianco | f8 torre del nero · g8 re del nero · c1 re del bianco · d1 torre del bianco | f8 torre del nero · g8 re del nero · c1 re del bianco · d1 torre del bianco | f8 torre del nero · g8 re del nero · c1 re del bianco · d1 torre del bianco | f8 torre del nero · g8 re del nero · c1 re del bianco · d1 torre del bianco | 5 |
| 4 | f8 torre del nero · g8 re del nero · c1 re del bianco · d1 torre del bianco | f8 torre del nero · g8 re del nero · c1 re del bianco · d1 torre del bianco | f8 torre del nero · g8 re del nero · c1 re del bianco · d1 torre del bianco | f8 torre del nero · g8 re del nero · c1 re del bianco · d1 torre del bianco | f8 torre del nero · g8 re del nero · c1 re del bianco · d1 torre del bianco | f8 torre del nero · g8 re del nero · c1 re del bianco · d1 torre del bianco | f8 torre del nero · g8 re del nero · c1 re del bianco · d1 torre del bianco | f8 torre del nero · g8 re del nero · c1 re del bianco · d1 torre del bianco | 4 |
| 3 | f8 torre del nero · g8 re del nero · c1 re del bianco · d1 torre del bianco | f8 torre del nero · g8 re del nero · c1 re del bianco · d1 torre del bianco | f8 torre del nero · g8 re del nero · c1 re del bianco · d1 torre del bianco | f8 torre del nero · g8 re del nero · c1 re del bianco · d1 torre del bianco | f8 torre del nero · g8 re del nero · c1 re del bianco · d1 torre del bianco | f8 torre del nero · g8 re del nero · c1 re del bianco · d1 torre del bianco | f8 torre del nero · g8 re del nero · c1 re del bianco · d1 torre del bianco | f8 torre del nero · g8 re del nero · c1 re del bianco · d1 torre del bianco | 3 |
| 2 | f8 torre del nero · g8 re del nero · c1 re del bianco · d1 torre del bianco | f8 torre del nero · g8 re del nero · c1 re del bianco · d1 torre del bianco | f8 torre del nero · g8 re del nero · c1 re del bianco · d1 torre del bianco | f8 torre del nero · g8 re del nero · c1 re del bianco · d1 torre del bianco | f8 torre del nero · g8 re del nero · c1 re del bianco · d1 torre del bianco | f8 torre del nero · g8 re del nero · c1 re del bianco · d1 torre del bianco | f8 torre del nero · g8 re del nero · c1 re del bianco · d1 torre del bianco | f8 torre del nero · g8 re del nero · c1 re del bianco · d1 torre del bianco | 2 |
| 1 | f8 torre del nero · g8 re del nero · c1 re del bianco · d1 torre del bianco | f8 torre del nero · g8 re del nero · c1 re del bianco · d1 torre del bianco | f8 torre del nero · g8 re del nero · c1 re del bianco · d1 torre del bianco | f8 torre del nero · g8 re del nero · c1 re del bianco · d1 torre del bianco | f8 torre del nero · g8 re del nero · c1 re del bianco · d1 torre del bianco | f8 torre del nero · g8 re del nero · c1 re del bianco · d1 torre del bianco | f8 torre del nero · g8 re del nero · c1 re del bianco · d1 torre del bianco | f8 torre del nero · g8 re del nero · c1 re del bianco · d1 torre del bianco | 1 |
|   | a                                                                           | b                                                                           | c                                                                           | d                                                                           | e                                                                           | f                                                                           | g                                                                           | h                                                                           |   |

L'arrocco (persiano: rōkh) (sostantivo maschile, derivato di arroccare) è una mossa particolare nel gioco degli scacchi che coinvolge il re e una delle due torri. È l'unica mossa che permette di muovere due pezzi contemporaneamente nonché l'unica in cui il re si muove di due caselle.

## Mossa
Consiste nel muovere il re di due caselle a destra o a sinistra in direzione di una delle due torri e successivamente muovere la torre (quella verso la quale il re si è mosso) nella casa compresa tra quelle di partenza e di arrivo del re.
Per indicare l'intenzione di effettuare un arrocco si deve prima sollevare il re e muoverlo di due case e solo successivamente muovere la torre nella casa di destinazione. Se si tocca la torre per prima si deve effettuare, secondo la regola che il pezzo toccato dev'essere mosso, una mossa con la sola torre. Se si arrocca muovendo o toccando contemporaneamente il re e la torre, si commette una mossa illegale.
La versione attuale dell'arrocco fu concepita in Francia nel 1620 e in Inghilterra nel 1540. Prima di allora esistevani diverse forme regionali di arrocco, ognuna caratterizzata da movimenti diversi per re e torre (EN) The history of castling in chess., su www.chess.com, 4 Agosto, 2023,.

## Condizioni
La mossa può essere effettuata solo se si è in presenza delle seguenti condizioni:
1. Né il re né la torre coinvolta devono essere stati mossi in precedenza.
2. non ci sono pezzi tra il re e la torre coinvolta;
3. il re e la torre devono trovarsi sulla stessa traversa (questa regola venne introdotta nel 1972 quando si scoprì che le regole altrimenti permettevano l'arrocco in verticale con un pedone promosso a torre; vedi Arrocco Pam-Krabbé);
4. il re non si trova sotto scacco;
5. il re, durante il movimento dell'arrocco, non deve attraversare caselle in cui si troverebbe sotto scacco.

L'arrocco non è vietato se ad essere sotto attacco (prima, durante o al termine della mossa) è la torre o una delle case non attraversate dal re. È inoltre permesso effettuare un arrocco anche qualora il re sia stato sotto scacco in precedenza

## Notazione
Nella notazione algebrica, l'arrocco è indicato con 0-0 se effettuato sull'ala di re (anche chiamato arrocco corto) e 0-0-0 (anche chiamato arrocco lungo) se si effettua sull'ala di donna. Notare che va usato il numero 0, non la lettera O maiuscola.. La notazione 0-0-0 per l'arrocco lungo fu introdotta nel 1837 da Aaron Alexandre, in precedenza si usava 0-0l (dove la l sta per left/sinistra introdotta da Johann Allgaier nel suo trattato di scacchi del 1811 (EN) The history of castling in chess., su www.chess.com, 4 Agosto, 2023,.

## Scopo strategico
L'arrocco è un obiettivo importante nella prima fase della partita (apertura) perché serve a due propositi molto validi: sposta il re in una posizione più sicura allontanandolo dal centro della scacchiera e contemporaneamente porta una torre in una posizione più attiva (più centrale).
Questa mossa è una delle mosse più importanti per la sicurezza del re e molto utilizzata dai giocatori di ogni livello. L'arrocco deve essere ben contestualizzato nella strategia della partita, anzi, la sua esecuzione deve essere conseguenza di tale strategia.
Può perdere di efficacia se non è supportato da mosse corrette o se effettuato troppo presto, in quanto fornisce all'avversario un bersaglio contro cui spingere i propri pedoni o sacrificare e scambiare i pezzi leggeri. Al contrario, ritardare l'arrocco può essere una strategia volta a non dare punti di riferimento agli attacchi dell'avversario. 
L'arrocco (soprattutto quello corto) può esporre il Re al rischio di matto sulla prima traversa (per il Bianco) e sull'ottava traversa (per il Nero). Tale rischio può essere scongiurato fornendo al re una casa di fuga con la spinta di uno dei pedoni dell'arrocco (f, g, h nel caso dell'arrocco corto)
Come partita d'esempio può essere studiata quella tra Tarrash e Janowski del 1907 in cui l'arrocco nero crolla alla quindicesima mossa del bianco (prima mossa per entrambe le regine).

## Arrocco artificiale
È anche possibile manovrare con il re e con la torre in modo da raggiungere una posizione simile a quella che avverrebbe dopo un arrocco, anche se non è stato effettuato un arrocco vero e proprio. Questa manovra è chiamata arrocco artificiale, e naturalmente richiede molte più mosse per essere effettuato di normale arrocco: può però rivelarsi necessario se il re è stato mosso (ad esempio per catturare in f2 dopo un sacrificio).

## Arrocco eterogeneo
Se un giocatore esegue l'arrocco sull'ala di Re e l'avversario sull'ala di Donna si parla di arrocco eterogeneo. Questa posizione prelude spesso ad un combattimento feroce, perché i pedoni di entrambi i fronti possono avanzare verso il re avversario senza lasciare scoperto il proprio, che si trova sull'ala opposta. Ad esempio, questo avviene nella variante del Dragone nella Difesa siciliana.